# Benzîkî, Șostka
Benzîkî (în ucraineană Бензики) este un sat în comuna Tîmanivka din raionul Șostka, regiunea Sumî, Ucraina.

## Demografie
Componența lingvistică a localității Benzîkî
     Ucraineană (100%)
Conform recensământului din 2001, toată populația localității Benzîkî era vorbitoare de ucraineană (100%).